# 通厄倫區
通厄倫區（荷蘭語：Arrondissement Tongeren）是比利時弗拉芒大區林堡省的一個区。該區轄有13個市鎮，面積631.56平方公里，2020年1月1日人口為204866人。东南有一飛地市鎮富伦。

## 市鎮
通厄倫區下轄以下市鎮：

| - 阿尔肯（Alken） - 比尔曾（Bilzen） - 博尔赫隆（Borgloon） - 海尔斯（Heers） - 海尔斯塔珀（Herstappe） - 胡瑟尔特（Hoeselt） - 科特瑟姆（Kortessem） | - 拉纳肯（Lanaken） - 马斯梅赫伦（Maasmechelen） - 里姆斯特（Riemst） - 通厄伦（Tongeren） - 富伦（Voeren） - 韦伦（Wellen） |